# اکروتیری (روستا)
اکروتیری (به یونانی: Ακρωτήρι) و یا آغروتور (به ترکی استانبولی: 
Ağrotur) یک منطقهٔ مسکونی در قبرس است که در ناحیه لیماسول واقع شده‌است.

## خصوصیات
اکروتیری ۶۸۴ نفر جمعیت دارد.